# Пам'ятник Марії Несвицькій
Пам'ятник Марії Несвицькій — пам'ятка місцевого значення, встановлена в місті Рівному у 2006 році.

## Історія
Відкритий у дні святкування 15-ї річниці Незалежності України. У 1479 році княгиня Марія Несвицька отримала у спадок місто  Рівне після смерті чоловіка — князя Семена Несвицького. Майже чотири десятиліття володіла містом, облаштовувала його. Спорудивши замок у Рівному, перенесла свою резиденцію з Городка і стала називати себе Марією Рівненською. За часів Марії Несвицької місто пережило перший розквіт.
За її сприяння місту було надано Магдебурзьке право, тобто право самоврядування. Із проханням про надання Рівному Магдебурзького права вдалася до короля польської держави Казиміра, і повела справу так, що бажана грамота була невдовзі здобута. Це трапилося, як вважають, у 1493 році, відтоді Рівне офіційно іменується містом.
На схилі літ Марія Несвицька займалася благодійницькою діяльністю. Чималі прибутки від земельних володінь вона тратила, зокрема, на потреби церкви та милосердя. Так, Марія належала до ревних меценатів Києво-Печерської лаври: часто їздила до Києва на прощу, жертвувала монастиреві великі гроші. Взагалі при Марії Рівненській пожвавилося церковне будівництво у нашому краї. За досить правдоподібним припущенням, саме вона фондувала й перший православний храм у Рівному. Це була дерев'яна церква, споруджена неподалік замку і названа на честь Воскресіння Христового. Саме на місці тієї давньої церкви нині знаходиться Воскресенський собор.

## Опис
Скульптура встановлена на спеціальний гранітний постамент під ротондою, з якого падає світло, на своєму князівському кріслі з високою спинкою, верхня частина якого нагадує крила янгола. Вона тримає, неначе показуючи жителям міста сувій пергаменту — грамоту, яка надає місту Магдебурзьке право. Найдорожчі шовкові шати, розшиті квітами, передані у мармурі, спадають додолу.
Мармур для пам'ятника був привезений з Уралу — з селища Коєлга Челябінської області. Він неоднорідного кольору, але це не псує образ, а навпаки додає йому зворушливих відтінків. Скульптуру покрили спеціальним розчином, який оберігає її від руйнування. Від дощу та снігу княгиню Несвицьку захищає спеціально зроблений купол.
Над архітектурною спорудою княгині — кований прапор. Він поєднав у собі родовий герб Несвицьких та є своєрідним символом прихильності до християнства. Окрім численних візерунків, прапор містить у собі кілька елементів. Це хрест, повержений півмісяць, так звана «єврейська зірка», яка є символом християнства.
Таке поєднання символізує приналежність та прихильність до християнської віри. На прапорі зображений образ дзвону, який має закликати до єдності за будь-яких обставин (таке значення він має у геральдиці). Саме його звуки сповіщали про радісні та сумні новини.

## Пам'ятка місцевого значення
Пам'ятку взято на державний облік розпорядженням голови обласної державної адміністрації № 514 від 18 грудня 2009 року.